# جم اوزدمیر
جم اوزدمیر (انگلیسی: Cem Özdemir؛ زادهٔ ۲۱ دسامبر ۱۹۶۵) سیاست‌مدار اهل آلمان است. او از سال ۲۰۰۸ ریاست مشترک حزب اتحاد ۹۰/سبزها را همراه با سیمونه پیتر بر عهده دارد. پدر او از کارگران میهمان در آلمان و اهل ترکیه بود.